# Carlos Díaz del Río
Carlos Díaz del Río Franco (Ferrol, 1953) es un militar, general de brigada español, oficial del Arma de Infantería desde 1976, desde septiembre de 2010 ocupa la jefatura de Estado Mayor de la Fuerza Operativa Rápida Europea (Eurofor). 
Durante su carrera ha recorrido múltiples destinos nacionales en Almería, Melilla (en tres ocasiones), Bilbao, San Sebastián y Ceuta, en sucesivos mandos de unidades de La Legión, Regulares, Infantería motorizada y Cazadores de montaña. En Madrid ha estado destinado en el Estado Mayor del Mando Operativo Terrestre, en distintas jefaturas del cuartel general del Ejército de Tierra y en el Estado Mayor Conjunto (EMACON).
Cuenta con una amplia experiencia operacional e internacional. Ha realizado los siguientes cursos nacionales: Avanzado de Infantería, Armas combinadas y Cooperación aeroterrestre; es diplomado en Educación Física y en Estado Mayor, y licenciado en Desarrollo y Planes Urbanísticos por la Universidad Autónoma de Madrid. Su formación internacional se ha desarrollado en la Escuela de la OTAN de Oberammergau (Alemania); Agencia NATO Consultation, Command and Control de La Haya; Escuela Nórdica de las Naciones Unidas en Sessvollmoen (Noruega); NATO Defence College en Roma y Centro de Adiestramiento en guerra expedicionaria de la Marina de Estados Unidos en Norfolk.
De 2001 a 2004 estuvo destinado en el Cuartel General Conjunto Combinado de las Fuerzas de Combate y Apoyo de la OTAN del Atlántico (STRIKFLTLANT), con sede en Norfolk (Virginia) y a bordo del buque de mando USS Mount Whitney. En Sarajevo (Bosnia y Herzegovina) estuvo al mando de la fuerza de EUROFOR en la operación Althea', y ha intervenido también en misiones internacionales en El Salvador y Kosovo.
Antes de ser nombrado Jefe de Estado Mayor de EUROFOR, Díaz del Río ostentaba ese mismo puesto en el Cuartel General Terrestre de Alta Disponibilidad español, a disposición de la OTAN, con sede en Bétera.